# 江忠源
江忠源（1812年—1854年），字常孺，号岷樵。湖南省新宁人。道光十七年（1837年）武举人。官至安徽巡抚兼军门提督，都察院副右都察御使兼兵部侍郎。为湘军名将，最先升至督抚一级。忠源弟三人，忠濬、忠济、忠淑，族弟忠义、忠信、忠珀，皆从忠源起兵，为湘军大将。

## 家世
江家據傳是书香世家，江忠源曾祖和祖父都是太学生、江父是岁贡生，(太学生和岁贡生只有生員（即秀才）的功名，只是在太學/國子監读过书)，所以他们家前三代，應是書香世家。道光七年（1827年）江忠源中秀才，道光十七年（1837年）中武举人。

## 生平
道光七年（1827年），江忠源中秀才。道光十七年（1837年），江忠源肄业于岳麓书院，同年秋试中武举人。道光二十七年（1847年），瑶民雷再浩以青莲教名义在新宁崀山起事，江忠源组织团练镇压起事。道光二十九年（1849年），李沅发结合青蓮教餘党引發動亂，新宁拔贡生刘长佑、廪生刘坤一“速归督办团练，乡兵不期而会者万计”，并会合江忠源加以镇压。同年江忠源升署浙江秀水县（今属嘉兴市）知县，政绩卓著，为巡抚吴文镕赏识。清咸丰元年（1851年），奉命赴钦差大臣赛尚阿广西军营。旋回乡募勇500赴桂，号楚勇，为湘军之雏形。翌年兵力增至上千。5月，在全州以北的蓑衣渡阻击太平军，大获全胜，太平天国的南王冯云山中炮死。楚勇夺取了太平军的船只辎重，打破了太平军沿湘江北攻长沙的计划。8月，尾追太平军入湖南，援长沙，营垒驻扎在城东南天心阁下。咸丰三年（1853年），时任湖广总督的张亮基奏报清廷，江忠源被调任为湖北按察使。因先后扑灭通城、崇阳、嘉鱼、蒲圻等地的农民起事，清廷视其“忠勇可恃”，奉命帮办江南大营军务。5月，太平军西征。6月，太平军将攻南昌，江忠源应江西巡抚张芾之请，率部先期入城助守，坚守90多天乃解围。因此，清廷加封江忠源二品顶戴。9月，以太平军从南昌撤围西上，急赴湖北田家镇（今武穴西北）增防，被太平军击败，退至武汉，江忠源上疏自劾，被降四级留任。10月，太平军攻陷安徽省会安庆，清廷任命江忠源为安徽巡抚兼军门提督，并授都察院副右都察御使兼兵部侍郎。12月率部入守庐州，陷入太平军的重围。咸丰三年十二月（1854年）因兵单粮乏，援兵不至，兼之庐州知府胡元炜暗中作内应，咸丰三年十二月十六日（1854年1月14日）太平军由水西门突入，攻破庐州。
江忠源見大勢已去，提刀自刎不成，都司马良勋背着江忠源疾走，江忠源咬马良勋的耳朵，马良勋吃痛，放江忠源下地，江忠源败走至水关桥，投古潭自杀，时年42岁，同死者還有布政使刘裕珍、知府陈源兖、同知邹汉勋、子雍、副将松安、都司马良勋、戴文澜等。死后，清廷追授为总督，谥忠烈。予骑都尉兼云骑尉世职，入祀昭忠祠；同治时加封三等轻车都尉世职，湖南、江西并建专祠，湖北省城与罗泽南合祀三忠祠。咸丰六年五月壬午，因江母陈太夫人出家财助战，皇帝特旨授予江忠源父母三代一品封典。著作大部散失，有《江忠烈公遗集》传世。

## 成就
- 道光二十七年（1847年），江忠源组织团练镇压在湖南新宁崀山起事的青莲教叛乱，為日後湘軍的組建，打下基礎，以事實證明組建民團，是一種可以與太平軍抗衡的武裝形式，在清政府正規武裝全面崩潰之下，民團成為清政府最後的救命稻草。咸丰元年（1851年），大學士賽尚阿督師剿粵匪，江忠源在邵陽新寧組建的五百名楚勇出湘赴桂林 [5]，是清代第一支出省剿匪的私人武裝 [6]。

- 咸豐二年五月，江忠源在蓑衣渡成功狙殺了南王冯云山，由於馮雲山乃太平天國早期諸王中，其智謀器度，政治智慧，均為太平天國第一人，馮一死，等於切斷了太平天國政治成長空間，政治水平無法提升，權力平衡又崩潰，使得洪秀全和楊秀清之間的矛盾缺少調停轉圜，遂引爆之後的天京事變。

## 逸事
- 江忠源在京广交好友，有“包送灵柩江岷樵，包做挽联曾涤生”之说，即江忠源包送灵柩，曾国藩包挽联[7][8]，可見江对于在京师贫病而死的朋友，有情有義，出錢出力，置辦棺椁送归故乡。
- 江“长身鹤立，手垂至膝。与人不立崖岸而行以义断，见定守坚，无游移两可，自少受庭训，好读经世书，不屑屑章句，为文善持议论，务以理胜，无所依傍，自成一家言”[9]
- 曾國藩第一次見江忠源，就說「吾生平未見如此人，當立名天下，然終以節烈死。」[10][11]